# Le Puch
Pour les articles homonymes, voir Puch (homonymie).
Le Puch (en occitan : Al Pug) est une commune française située dans le sud-est du département de l'Ariège, en région Occitanie. Sur le plan historique et culturel, la commune fait partie du Donezan, qui faisait jadis partie du comté de Razès puis du comté de Foix.
Il s'agit d'une sorte de plateau granitique isolé du monde, entouré d'un écrin montagneux et occupé par sept villages. Exposée à un climat de montagne, elle est drainée par l'Aude et par un autre cours d'eau. La commune possède un patrimoine naturel remarquable : un site Natura 2000 (la « haute Vallée de l'Aude et Bassin de l'Aiguette ») et deux zones naturelles d'intérêt écologique, faunistique et floristique.
Le Puch est une commune rurale qui compte 28 habitants en 2022, après avoir connu un pic de population de 145 habitants en 1851. Ses habitants sont appelés les Puchéens ou Puchéennes.

## Géographie

### Localisation
La commune du Puch se trouve dans le département de l'Ariège, en région Occitanie.
Elle se situe à 49 km à vol d'oiseau de Foix, préfecture du département, et à 21 km d'Ax-les-Thermes, bureau centralisateur du canton de Haute-Ariège dont dépend la commune depuis 2015 pour les élections départementales.
La commune fait en outre partie du bassin de vie de Quillan.
Les communes les plus proches sont : 
Carcanières (0,8 km), Le Pla (1,7 km), Quérigut (2,1 km), Artigues (2,6 km), Rouze (2,8 km), Escouloubre (3,0 km), Mijanès (3,9 km), Fontanès-de-Sault (5,8 km).
Sur le plan historique et culturel, Le Puch fait partie du Donezan, qui faisait jadis partie du comté de Razès puis du comté de Foix. Il s'agit d'une sorte de plateau granitique isolé du monde, entouré d'un écrin montagneux et occupé par sept villages.
Les communes limitrophes sont  Carcanières, Escouloubre, Le Pla, Quérigut et Rouze.
| Rouze  |          | Escouloubre (Aude) |
| Le Pla | du Puch  | Carcanières        |
|        | Quérigut |                    |

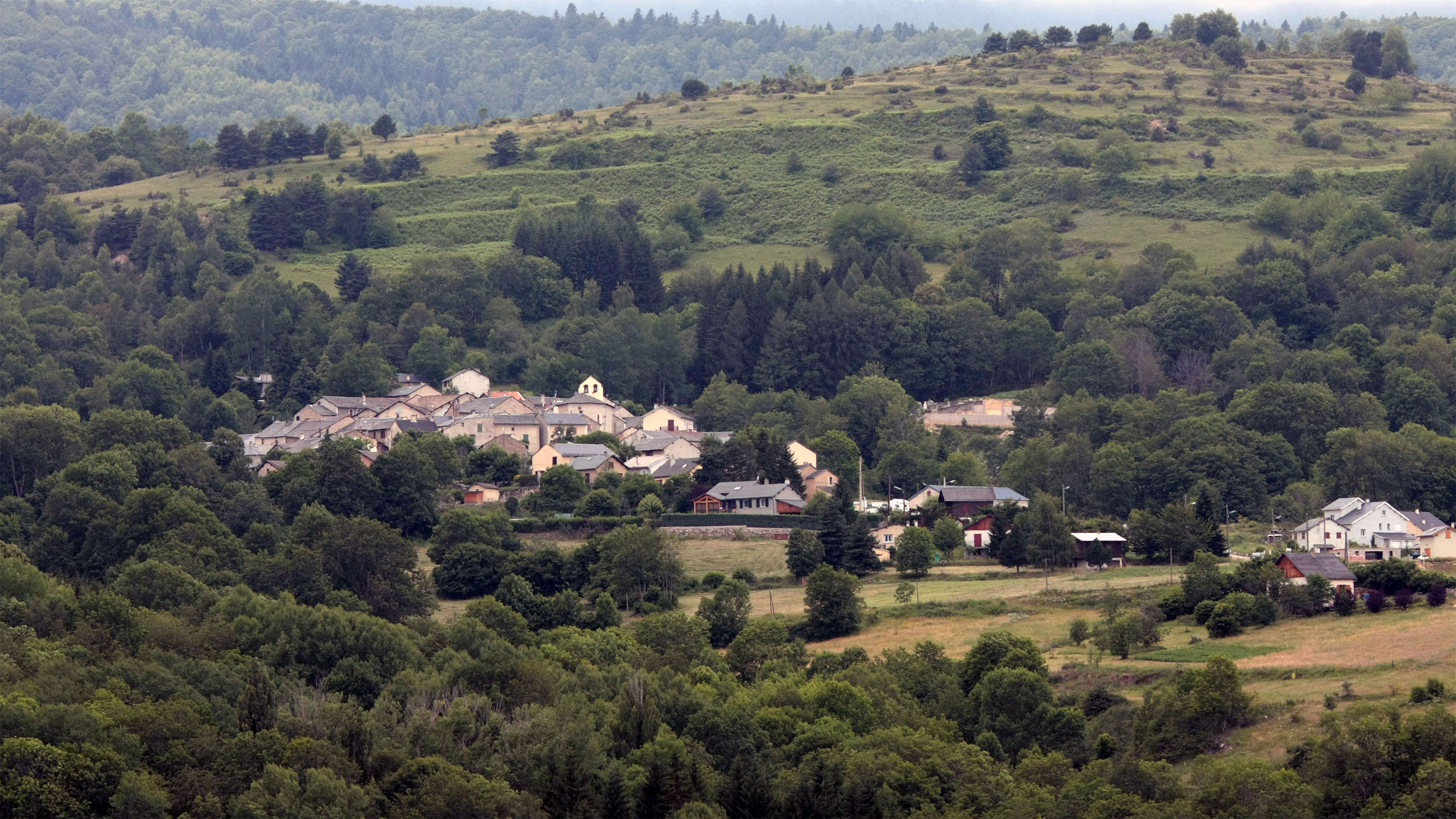

Le fleuve Aude forme sa limite septentrionale et c'est dans sa vallée que se trouve l'altitude la plus faible de la commune (environ 830 m). Le point culminant du Puch se trouve au sud-est de la commune, au Roc de Quéral (1 260 m). Le village est dominé par la montagne de La Serre, qui culmine à 1 244 m et au sommet de laquelle se trouve un pylône de télécommunication.

### Géologie et relief
La commune est située dans les Pyrénées, une chaîne montagneuse jeune, érigée durant l'ère tertiaire (il y a 40 millions d'années environ), en même temps que les Alpes. Les terrains affleurants sur le territoire communal sont constitués de roches plutoniques datant du Paléozoïque, une ère géologique qui s'étend de −541 à −252,2 Ma (millions d'années),.
La superficie cadastrale de la commune publiée par l’Insee, qui sert de références dans toutes les statistiques, est de 2,89 km2,. La superficie géographique, issue de la BD Topo, composante du Référentiel à grande échelle produit par l'IGN, est quant à elle de 2,85 km2. Son relief est particulièrement escarpé puisque la dénivelée maximale atteint 430 mètres. L'altitude du territoire varie entre 830 m et 1 260 m.

### Hydrographie

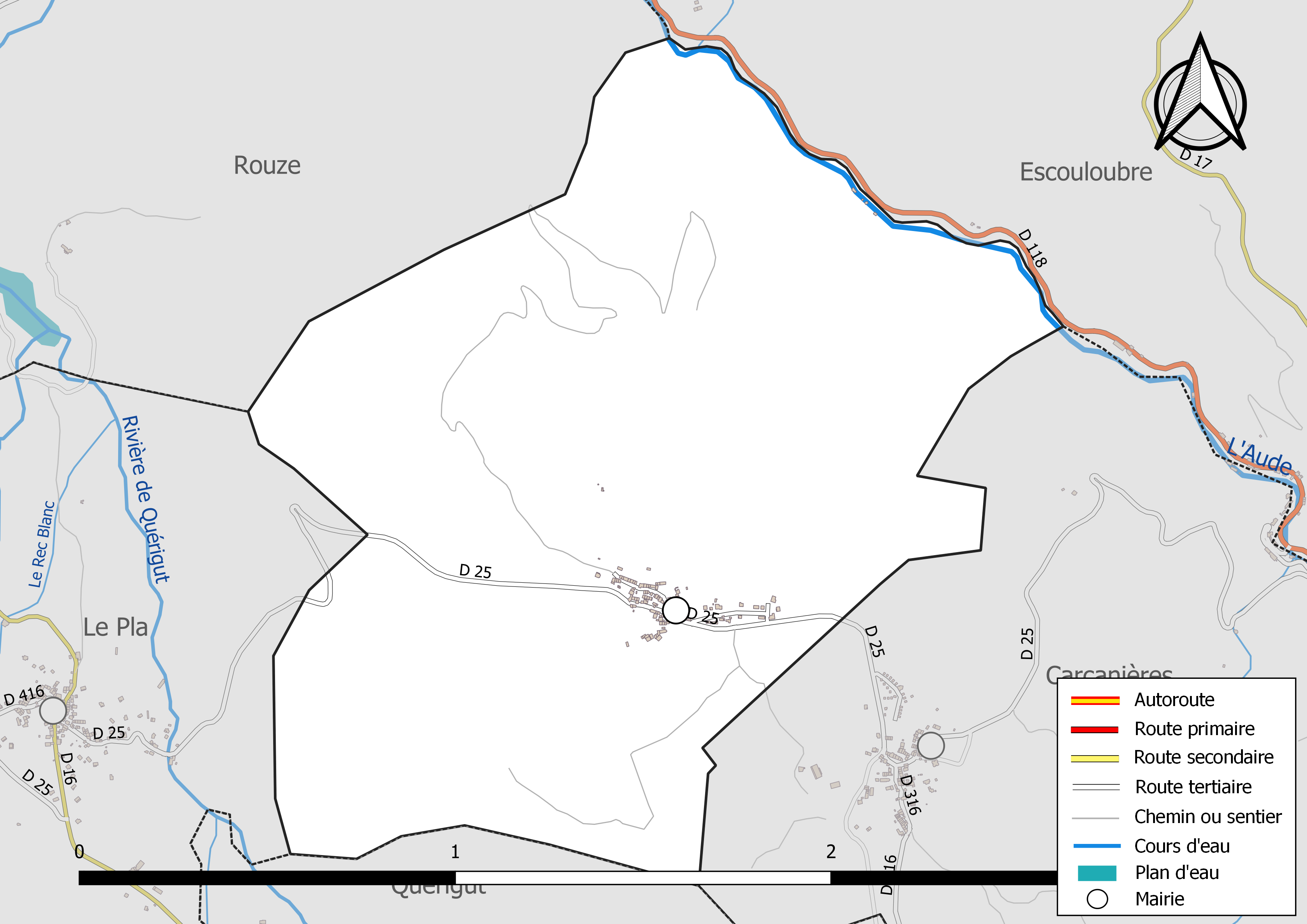
Réseaux hydrographique et routier du Puch.

La commune est dans la région hydrographique « Côtiers méditerranéens », au sein du bassin hydrographique Rhône-Méditerranée-Corse. Elle est drainée par l'Aude, le ruisseau de la Canal, constituant un réseau hydrographique de 1 km de longueur totale,.
L'Aude, d'une longueur totale de 223,59 km, prend sa source dans la commune des Angles et s'écoule du sud vers le nord. Ce fleuve traverse la commune et se jette dans le golfe du Lion à Fleury, après avoir traversé 73 communes.

### Climat
Pour des articles plus généraux, voir Climat de l'Occitanie et Climat de l'Ariège.
En 2010, le climat de la commune est de type climat des marges montargnardes, selon une étude s'appuyant sur une série de données couvrant la période 1971-2000. En 2020, Météo-France publie une typologie des climats de la France métropolitaine dans laquelle la commune est exposée à un climat de montagne et est dans la région climatique Pyrénées orientales, caractérisée par une faible pluviométrie, un très bon ensoleillement (2 600 h/an), un air sec, particulièrement en hiver et peu de brouillards.
Pour la période 1971-2000, la température annuelle moyenne est de 9 °C, avec une amplitude thermique annuelle de 14,8 °C. Le cumul annuel moyen de précipitations est de 746 mm, avec 9 jours de précipitations en janvier et 6,2 jours en juillet. Pour la période 1991-2020, la température moyenne annuelle observée sur la station météorologique la plus proche, située sur la commune de Belcaire à 16 km à vol d'oiseau, est de 9,8 °C et le cumul annuel moyen de précipitations est de 1 032,4 mm,. Pour l'avenir, les paramètres climatiques de la commune estimés pour 2050 selon différents scénarios d'émission de gaz à effet de serre sont consultables sur un site dédié publié par Météo-France en novembre 2022.

### Milieux naturels et biodiversité

#### Réseau Natura 2000

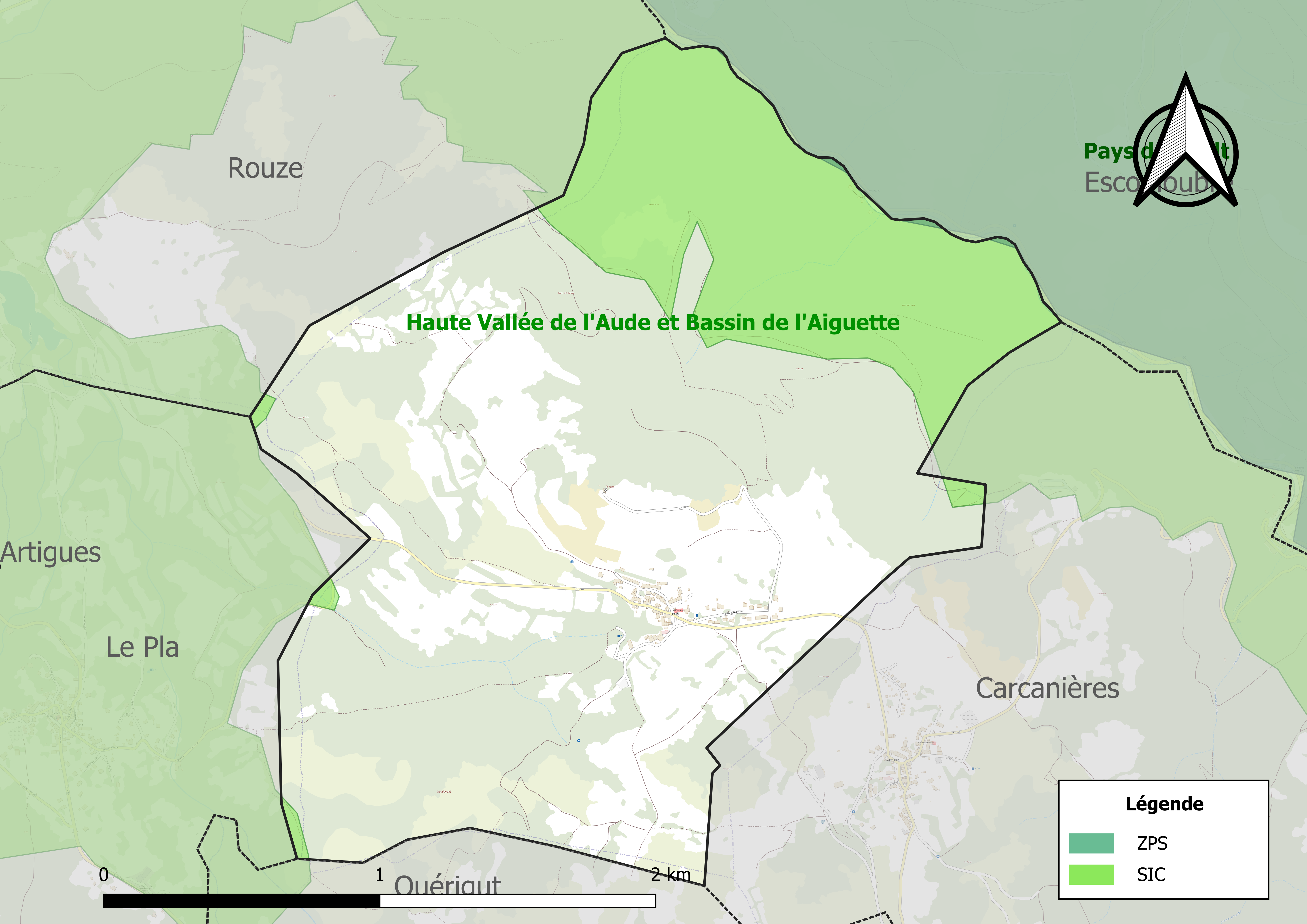
Site Natura 2000 sur le territoire communal.

Le réseau Natura 2000 est un réseau écologique européen de sites naturels d'intérêt écologique élaboré à partir des directives habitats et oiseaux, constitué de zones spéciales de conservation (ZSC) et de zones de protection spéciale (ZPS).
Un site Natura 2000 a été défini sur la commune au titre de la directive habitats : la « haute Vallée de l'Aude et Bassin de l'Aiguette », d'une superficie de 17 055 ha, particulièrement intéressant pour ses milieux aquatiques. Il comprend des populations de Desmans des Pyrénées, Barbeau méridional, d'Écrevisse à pattes blanches ainsi que des chabots.

#### Zones naturelles d'intérêt écologique, faunistique et floristique
L’inventaire des zones naturelles d'intérêt écologique, faunistique et floristique (ZNIEFF) a pour objectif de réaliser une couverture des zones les plus intéressantes sur le plan écologique, essentiellement dans la perspective d’améliorer la connaissance du patrimoine naturel national et de fournir aux différents décideurs un outil d’aide à la prise en compte de l’environnement dans l’aménagement du territoire.
Une ZNIEFF de type 1 est recensée sur la commune :
« le plateau de Quérigut, gorges de l'Aude et forêt du Carcanet » (3 214 ha), couvrant 7 communes dont 5 dans l'Ariège, 1 dans l'Aude et 1 dans les Pyrénées-Orientales et une ZNIEFF de type 2, : 
le « massif de Quérigut et forêt du Carcanet (Donezan) » (12 106 ha), couvrant 32 communes dont 18 dans l'Ariège, 10 dans l'Aude et 4 dans les Pyrénées-Orientales.

Carte des ZNIEFF de type 1 et 2 au Puch.
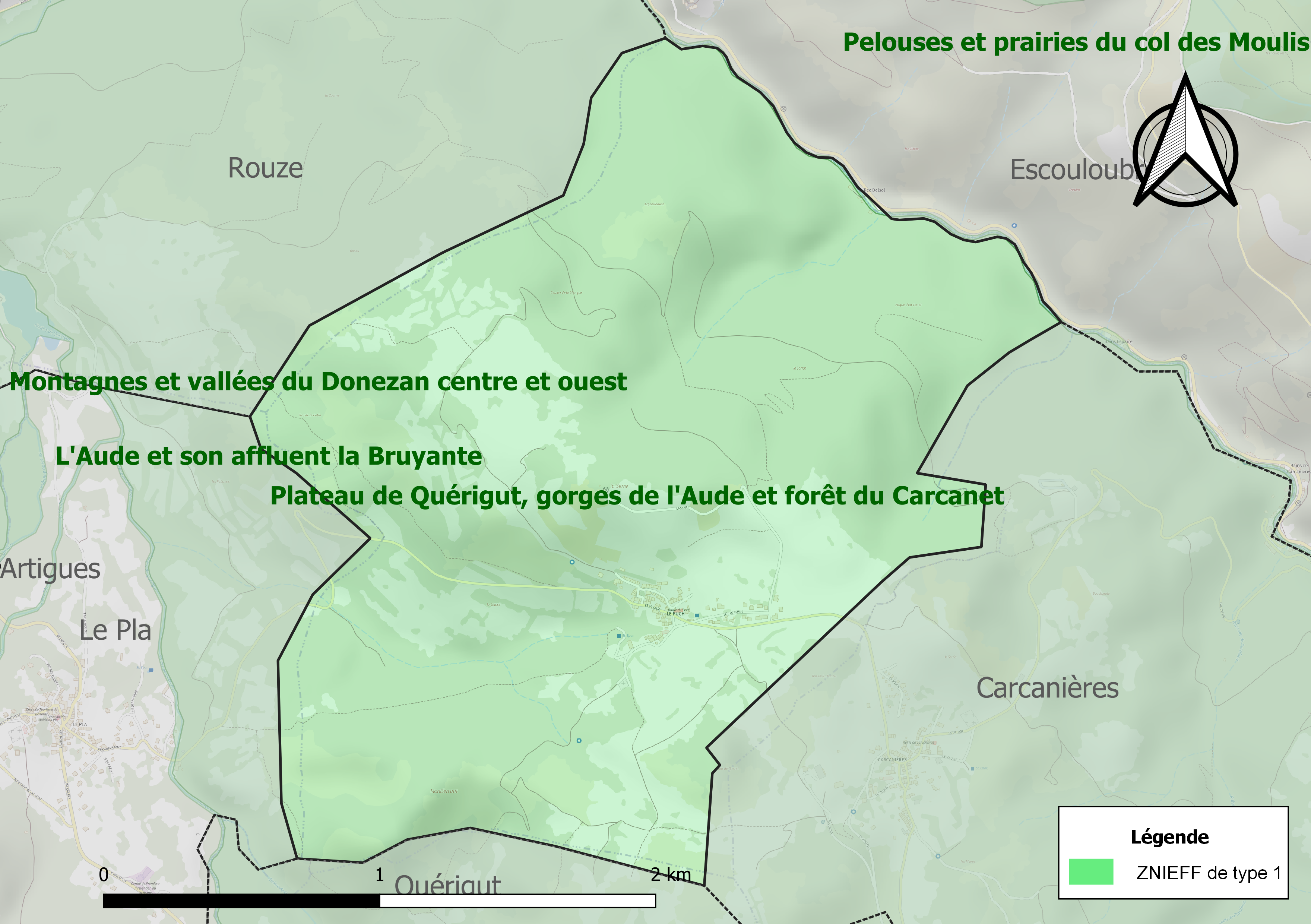
Carte de la ZNIEFF de type 1 sur la commune.
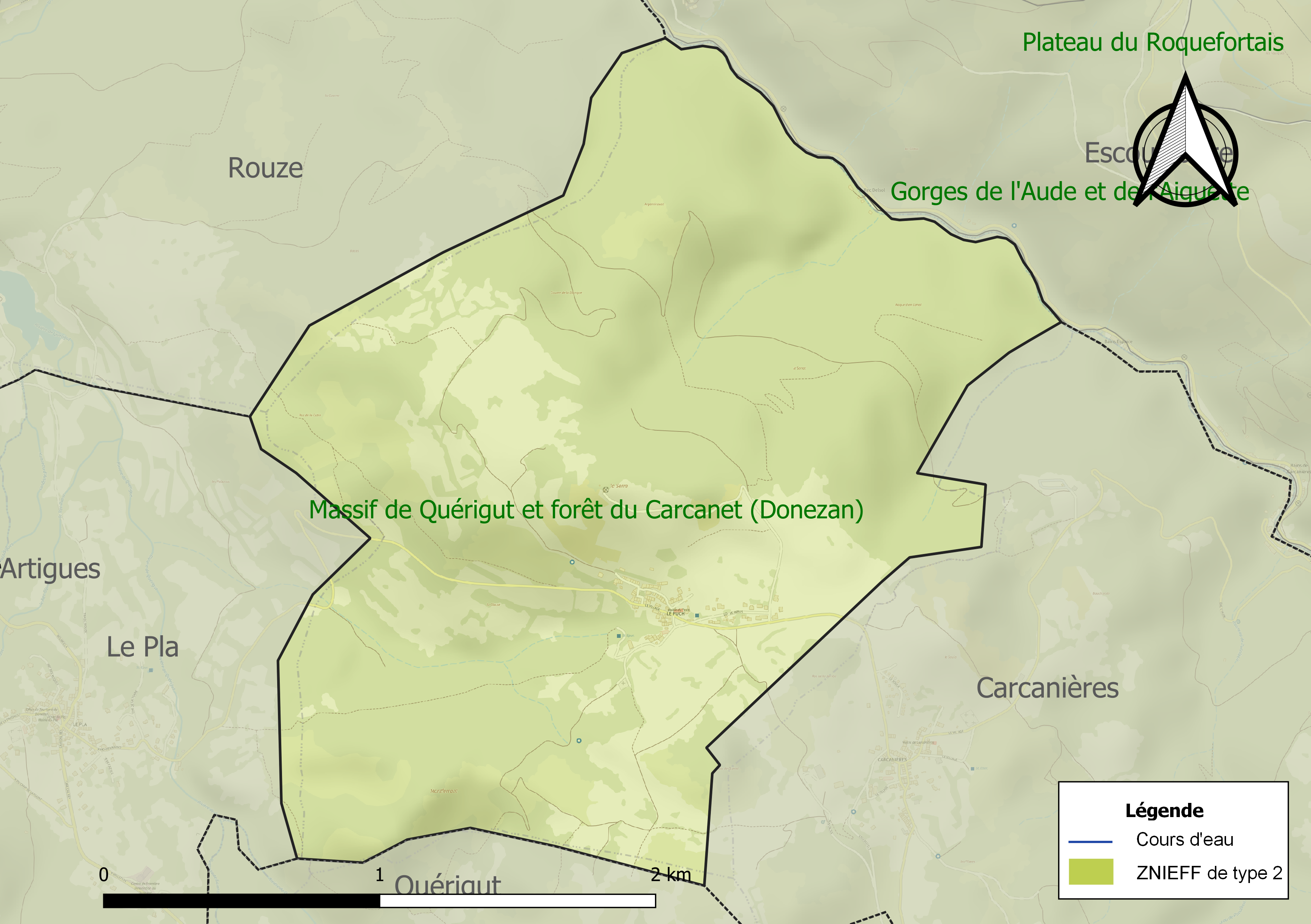
Carte de la ZNIEFF de type 2 sur la commune.

## Urbanisme

### Typologie
Au 1er janvier 2024, Le Puch est catégorisée commune rurale à habitat très dispersé, selon la nouvelle grille communale de densité à 7 niveaux définie par l'Insee en 2022.
Elle est située hors unité urbaine et hors attraction des villes,.

### Occupation des sols
L'occupation des sols de la commune, telle qu'elle ressort de la base de données européenne d’occupation biophysique des sols Corine Land Cover (CLC), est marquée par l'importance des forêts et milieux semi-naturels (68,5 % en 2018), en augmentation par rapport à 1990 (62,7 %). La répartition détaillée en 2018 est la suivante : 
forêts (50,7 %), zones agricoles hétérogènes (31,5 %), milieux à végétation arbustive et/ou herbacée (17,8 %). L'évolution de l’occupation des sols de la commune et de ses infrastructures peut être observée sur les différentes représentations cartographiques du territoire : la carte de Cassini (XVIIIe siècle), la carte d'état-major (1820-1866) et les cartes ou photos aériennes de l'IGN pour la période actuelle (1950 à aujourd'hui).

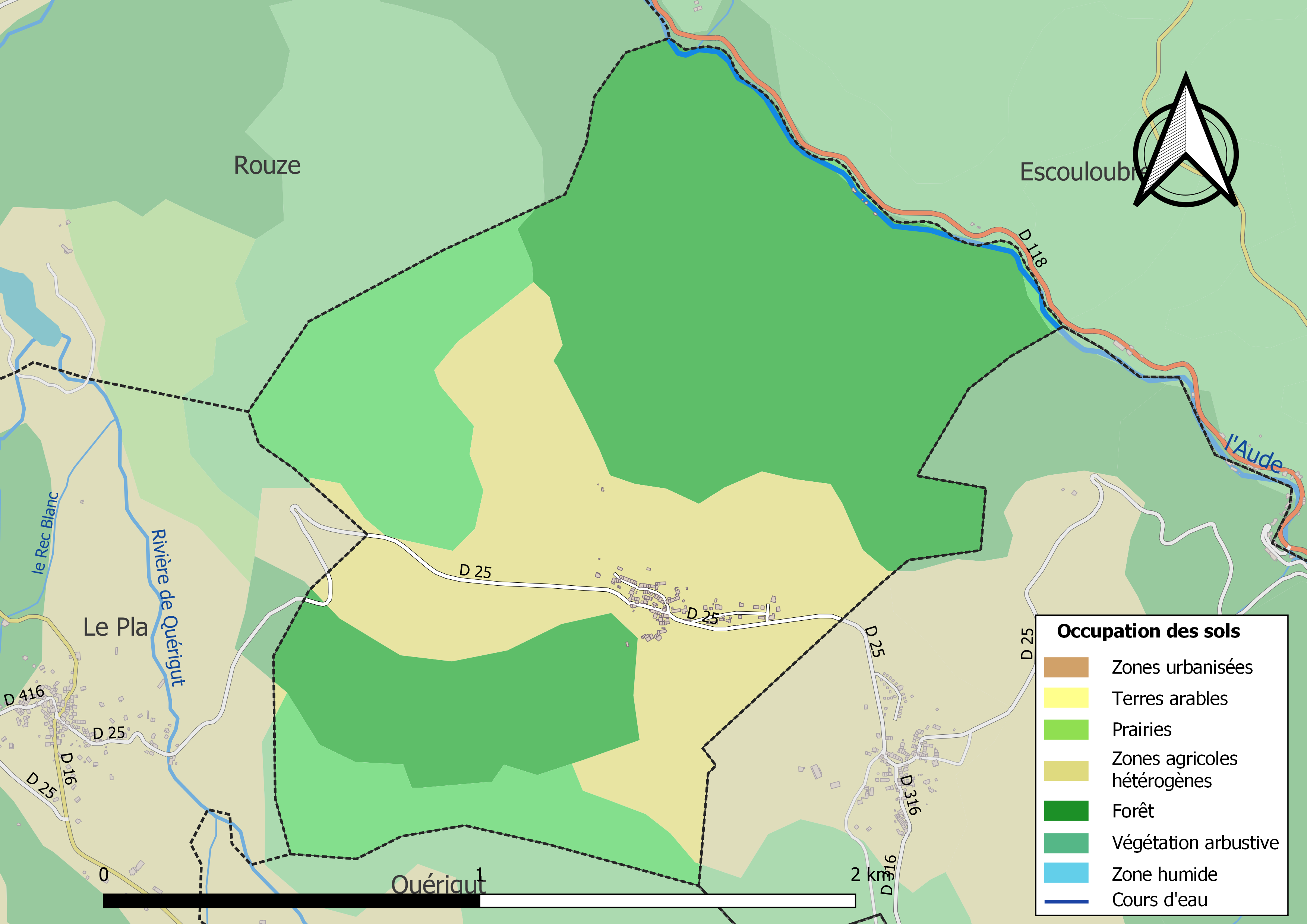
Carte des infrastructures et de l'occupation des sols de la commune en 2018 (CLC).

### Habitat et logement
En 2018, le nombre total de logements dans la commune était de 70, alors qu'il était de 65 en 2013 et de 55 en 2008.
Parmi ces logements, 29 % étaient des résidences principales, 68 % des résidences secondaires et 3 % des logements vacants. Ces logements étaient pour 97 % d'entre eux des maisons individuelles et pour 3 % des appartements.
Le tableau ci-dessous présente la typologie des logements au Le Puch en 2018 en comparaison avec celle de l'Ariège et de la France entière. Une caractéristique marquante du parc de logements est ainsi une proportion de résidences secondaires et logements occasionnels (68 %) supérieure à celle du département (24,6 %) et à celle de la France entière (9,7 %). Concernant le statut d'occupation de ces logements, 95,2 % des habitants de la commune sont propriétaires de leur logement (94,1 % en 2013), contre 66,3 % pour l'Ariège et 57,5 % pour la France entière.
| Typologie                                               | Le Puch | Ariège | France entière |
| ------------------------------------------------------- | ------- | ------ | -------------- |
| Résidences principales (en %)                           | 29      | 65,7   | 82,1           |
| Résidences secondaires et logements occasionnels (en %) | 68      | 24,6   | 9,7            |
| Logements vacants (en %)                                | 3       | 9,7    | 8,2            |

### Voies de communication et transports
Située dans le terroir du Donezan, cette commune est limitrophe avec le département de l'Aude. Elle est reliée à Quérigut, le chef-lieu, par la route départementale 316 via Carcanières, ou par les départementales 25 et 16 via Le Pla.

### Risques majeurs
Le territoire de la commune du Puch est vulnérable à différents aléas naturels : inondations, climatiques (grand froid ou canicule), feux de forêts, mouvements de terrains et séisme (sismicité modérée). Il est également exposé à un risque particulier, le risque radon,.

#### Risques naturels

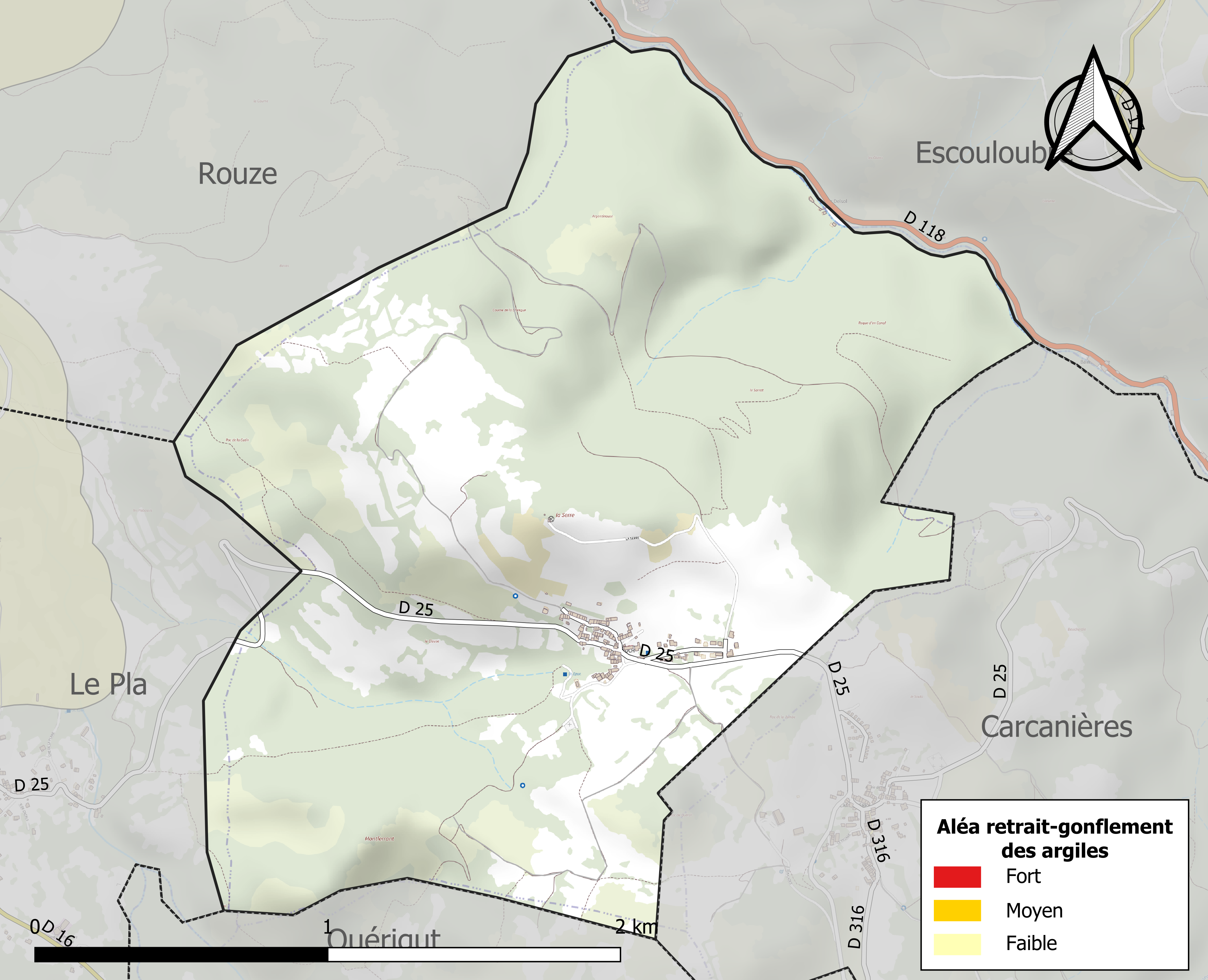
Zonage de l'aléa retrait-gonflement des argiles sur la commune du Puch.

Certaines parties du territoire communal sont susceptibles d’être affectées par le risque d’inondation par crue torrentielle d'un cours d'eau, ou ruissellement d'un versant.
Les mouvements de terrains susceptibles de se produire sur la commune sont soit des chutes de blocs, soit des glissements de terrains, soit des mouvements liés au retrait-gonflement des argiles. Près de 50 % de la superficie du département est concernée par l'aléa retrait-gonflement des argiles, dont la commune du Puch. L'inventaire national des cavités souterraines permet par ailleurs de localiser celles situées sur la commune.

#### Risque particulier
Dans plusieurs parties du territoire national, le radon, accumulé dans certains logements ou autres locaux, peut constituer une source significative d’exposition de la population aux rayonnements ionisants. Toutes les communes du département sont concernées par le risque radon à un niveau plus ou moins élevé. Selon la classification de 2018, la commune du Puch est classée en zone 3, à savoir zone à potentiel radon significatif.

## Politique et administration

### Découpage territorial
La commune du Puch est membre de la communauté de communes de la Haute Ariège, un établissement public de coopération intercommunale (EPCI) à fiscalité propre créé le 27 septembre 2016 dont le siège est à Luzenac. Ce dernier est par ailleurs membre d'autres groupements intercommunaux.
Sur le plan administratif, elle est rattachée à l'arrondissement de Foix, au département de l'Ariège, en tant que circonscription administrative de l'État, et à la région Occitanie.
Sur le plan électoral, elle dépend du canton de Haute-Ariège pour l'élection des conseillers départementaux, depuis le redécoupage cantonal de 2014 entré en vigueur en 2015, et de la première circonscription de l'Ariège  pour les élections législatives, depuis le redécoupage électoral de 1986.

### Liste des maires
| Période                                  | Période  | Identité     | Étiquette | Qualité                    |
| ---------------------------------------- | -------- | ------------ | --------- | -------------------------- |
| mars 2001                                | En cours | Michel Uteza | DVD       | Retraité Fonction publique |
| Les données manquantes sont à compléter. |          |              |           |                            |

## Démographie
L'évolution du nombre d'habitants est connue à travers les recensements de la population effectués dans la commune depuis 1800. Pour les communes de moins de 10 000 habitants, une enquête de recensement portant sur toute la population est réalisée tous les cinq ans, les populations de référence des années intermédiaires étant quant à elles estimées par interpolation ou extrapolation. Pour la commune, le premier recensement exhaustif entrant dans le cadre du nouveau dispositif a été réalisé en 2005.

En 2022, la commune comptait 28 habitants, en évolution de −3,45 % par rapport à 2016 (Ariège : +1,48 %, France hors Mayotte : +2,11 %).
| 1800 | 1806 | 1821 | 1831 | 1836 | 1841 | 1846 | 1851 | 1856 |
| ---- | ---- | ---- | ---- | ---- | ---- | ---- | ---- | ---- |
| 137  | 141  | 128  | 139  | 136  | 139  | 141  | 145  | 128  |

| 1861 | 1866 | 1872 | 1876 | 1881 | 1886 | 1891 | 1896 | 1901 |
| ---- | ---- | ---- | ---- | ---- | ---- | ---- | ---- | ---- |
| 136  | 142  | 116  | 126  | 126  | 137  | 140  | 142  | 130  |

| 1906 | 1911 | 1921 | 1926 | 1931 | 1936 | 1946 | 1954 | 1962 |
| ---- | ---- | ---- | ---- | ---- | ---- | ---- | ---- | ---- |
| 118  | 116  | 112  | 98   | 92   | 92   | 84   | 66   | 55   |

| 1968 | 1975 | 1982 | 1990 | 1999 | 2005 | 2006 | 2010 | 2015 |
| ---- | ---- | ---- | ---- | ---- | ---- | ---- | ---- | ---- |
| 37   | 31   | 23   | 23   | 20   | 27   | 27   | 37   | 30   |

| 2020 | 2022 | - | - | - | - | - | - | - |
| ---- | ---- | - | - | - | - | - | - | - |
| 30   | 28   | - | - | - | - | - | - | - |

## Économie

### Emploi
| Division       | 2008  | 2013   | 2018   |
| -------------- | ----- | ------ | ------ |
| Commune        | 5,9 % | 10 %   | 11,1 % |
| Département    | 8,9 % | 11,1 % | 11,2 % |
| France entière | 8,3 % | 10 %   | 10 %   |

En 2018, la population âgée de 15 à 64 ans s'élève à 9 personnes, parmi lesquelles on compte 77,8 % d'actifs (66,7 % ayant un emploi et 11,1 % de chômeurs) et 22,2 % d'inactifs,. En  2018, le taux de chômage communal (au sens du recensement) des 15-64 ans est inférieur à celui du département, mais supérieur à celui de la France, alors qu'en 2008 il était inférieur à celui de la France.
La commune est hors attraction des villes,. Elle compte 3 emplois en 2018, contre 1 en 2013 et 3 en 2008. Le nombre d'actifs ayant un emploi résidant dans la commune est de 6, soit un indicateur de concentration d'emploi de 50 % et un taux d'activité parmi les 15 ans ou plus de 23,3 %.
Sur ces 6 actifs de 15 ans ou plus ayant un emploi, 3 travaillent dans la commune, soit 50 % des habitants. Pour se rendre au travail, 83,3 % des habitants utilisent un véhicule personnel ou de fonction à quatre roues et 16,7 % n'ont pas besoin de transport (travail au domicile).

### Activités hors agriculture
Aucun établissement relevant d’une activité hors champ de l’agriculture n’est implanté  au Le Puch au 31 décembre 2019.

### Agriculture
|                                   | 1988 | 2000 | 2010 |
| --------------------------------- | ---- | ---- | ---- |
| Exploitations                     | 4    | 2    | 1    |
| Superficie agricole utilisée (ha) | 59   | 54   | 3    |

La commune fait partie de la petite région agricole dénommée « Région pyrénéenne ». En 2010, l'orientation technico-économique de l'agriculture  sur la commune est l'élevage de bovins pour la viande. Une seule  exploitation agricole ayant son siège dans la commune est recensée lors du recensement agricole de 2010 (quatre en 1988). La superficie agricole utilisée est de 3 ha.

## Culture locale et patrimoine
- Église Saint-Mathieu
- Gîte rural municipal aménagé dans l'ancienne école.
- Table d'orientation à la Serre.

## Pour approfondir